# Hervé Jamar
Pour les articles homonymes, voir Jamar.
Hervé Jamar, né à Huy le 1er janvier 1965, est un homme politique belge.

## Biographie

### Enfance et formation
Il naît à Huy en 1965. Sa mère est flamande, mais Hervé Jamar parle peu le néerlandais, son grand-père ayant interdit l'usage de cette langue dans la maison famililale. Son père, André Jamar, a été d'abord agriculteur à Moxhe, puis il est entré en politique, où, libéral, il a été échevin à Hannut, ainsi que bourgmestre de Moxhe, et conseiller provincial pendant plus de vingt ans,,. 
Pendant ses études, Hervé Jamar agit au sein de la Fédération des étudiants libéraux. Il obtient une licence en droit à l’Université de Liège. Il s'inscrit ensuite au Barreau de Huy, et ouvre un cabinet d'avocat.

### Débuts en politique
Avant d'adhérer plus tard au Mouvement réformateur (MR), Hervé Jamar adhère en premier lieu au Parti réformateur libéral (PRL). En effet, Hervé Jamar est poussé à entrer en politique en 1988 par le président de la représentation locale du PRL, Jean-Claude Jadot, qui, ayant appris qu'André Jamar, le père d'Hervé Jamar, ne souhaite plus se présenter aux élections communales, a voulu convaincre le fils de remplacer le père.
En 1988, Hervé Jamar est élu conseiller communal à Hannut.
Dès 1995, à l'âge de 29 ans, il devient bourgmestre en titre de Hannut, ville dont il est originaire. Il est réélu trois fois à ce poste, en 2000, 2006, et 2012.

### Parlementaire régional et ministre fédéral
Il entre au Parlement wallon pour la première fois en 1999, alors qu'il était suppléant du député Pierre Hazette, et que ce dernier est parti pour occuper le poste de ministre de l'Enseignement,. Dans ce parlement régional, il présidera la Commission de l'Agriculture, et sera l'initiateur d'une proposition de décret rendant obligatoire les détecteurs de fumée dans tous les immeubles d'habitation.
À partir de 2001, il est secrétaire général adjoint du Mouvement réformateur.
En 2003, sur demande de Louis Michel du Mouvement réformateur, il entre au gouvernement comme adjoint au Ministre des Finances au poste de Secrétaire d’État à la Modernisation des finances et à la Lutte contre la fraude fiscale,. Il s'attaque notamment à la fraude à la TVA dite « Carrousel TVA », aux fraudes fiscales dans les magasins de téléphonie et les magasins de nuit, et il travaille sur la mise en place de la déclaration en ligne des revenus. Il acquiert le rang de ministre entre juillet et décembre 2007, à la suite du départ de Armand De Decker pour le sénat. Il est ensuite évincé début 2008, après les élections fédérales de 2007, étant écarté du nouveau gouvernement par Didier Reynders au profit de Bernard Clerfayt. Il est décrit par la presse comme étant affecté par cet évincement, et un peu plus tard il deviendra membre du groupe Renaissance au sein de son parti (MR) pour défendre Charles Michel et remettre en cause la présidence du parti tenue par Didier Reynders,.
Revenu comme député régional au Parlement wallon en 2008, il travaille notamment à défendre le vote des Belges à l'étranger pour les élections régionales, et en 2009 il est réélu député régional. Il préside alors au parlement la Commission du Logement et de l'Energie, alors que celle-ci va devenir le lieu d'un débat houleux sur le photovoltaïque. En 2014, il est à nouveau réélu député régional, arrivant en tête de sa circonscription.
En 2008, il s'implique dans une affaire concernant Anne-Marie Lizin, bourgmestre de Huy, à qui il est reproché d'avoir utilisé pour un usage privé une carte de crédit de l'hôpital de Huy (CHRH - Centre Hospitalier régional de Huy). Il dépose des documents comptables suspects chez le procureur du Roi de Huy en novembre 2008, et Anne-Marie Lizin dépose alors une plainte contre Hervé Jamar pour « recel de pièces volées et calomnie »,,,.

### Second poste de ministre fédéral
En octobre 2014, alors qu'Hervé Jamar est toujours membre du MR, il est appelé, par son ami Charles Michel, à entrer pour la seconde fois au gouvernement fédéral,. Il y devient ministre du Budget et de la Loterie nationale.
Selon le quotidien DH, son poste de ministre du budget a une grande importance pour le MR, son parti politique, car la gestion des dépenses de l'état touche tous les postes de ministres et donne une responsabilité d'encadrement de chaque ministre. D'après DH et La Libre, Hervé Jamar éprouve d'abord une difficulté à entrer dans ce poste, dont l'objet est « technique » et « aride »,. Cela est remarqué par ses adversaires politiques lors de l'exposé de ses grandes orientations politiques devant les députés, et il devient la cible de l'opposition,. DH indique que Hervé Jamar va ensuite mieux maîtriser son sujet, mais qu'il semble toujours « craintif » de l'opposition. Notamment, en novembre 2014, il pratique la politique de la chaise vide pendant une commission des Finances faisant suite à une polémique : l'opposition l'accuse de ne pas prendre en compte un rapport embarrassant de la Cour des comptes,. Le 21 septembre 2015, il quitte sa fonction de ministre, étant pourtant selon La Libre dans une meilleure position, mais « stressé par un poste ministériel trop exposé » et désireux de ne pas commettre d'impairs qui l'aurait placé lui et son parti dans une situation difficile. Le jour même, Olivier Chastel, le président de son parti (MR), annonce qu'Hervé Jamar va être proposé au poste de gouverneur de la province de Liège.

### Gouverneur de la province de Liège
Le 1er octobre 2015, il succède à Michel Foret au poste de Gouverneur de la province de Liège.
En mars 2020, en pleine crise sanitaire due à la pandémie de Covid-19, l'annonce de son absence pendant un mois pour raison médicale, autre que le covid, est remarquée par la presse. En effet, il avait également été absent plusieurs fois depuis deux ans, pour raisons médicales, de façon prolongée, et pendant d'autres périodes de crise, comme lors de l'attentat de Liège ou lors d'inondations,. Pendant ses absences, il est remplacé par son adjointe Catherine Delcourt, et face aux reproches que suscitent ces absences répétées, Hervé Jamar répond qu'il a un problème d'immunité. Puis, en août 2020, il subit une transplantation d'organe — une greffe du foie — successive à une aggravation d'une encéphalopathie,, une maladie rare et grave. A partir du 1er novembre 2020, après trois mois de convalescence, il peut reprendre normalement ses fonctions de gouverneur, et gère la crise sanitaire,,,,.
En octobre 2021, des députés lui reprochent lors d'un audition devant la commission d'enquête parlementaire de ne pas avoir tenu son rôle de gouverneur de la province de Liège pendant la crise due aux inondations en juillet 2021. Hervé Jamar répond à ses détracteurs qu'il était en vacances en Ardèche au début de la crise, et que lorsqu'il est revenu en Belgique, il lui a semblé de bon sens de laisser continuer sa remplaçante, Catherine Delcourt, à gérer la crise. En effet, selon lui, le transfert de responsabilités aurait pris deux à trois heures et aurait été préjudiciable aux sinistrés. Il a donc préféré inverser les rôles, et se mettre au service de Catherine Delcourt,.
Le 17 mai 2025, Hervé Jamar annonce sa démission du poste de gouverneur. Âgé de 60 ans, il prend sa pré-retraite, sa retraite étant prévue en janvier 2027. Il motive ce choix notamment par des soucis de santé,.

## Vie privée
Hervé Jamar est marié à Catherine Robert. Cette dernière, d'abord peu favorable à ce qu'il entre en politique, est devenue un soutien, assistant dans le public à la plupart des conseils communaux. Catherine Robert est membre actif du groupe citoyen d'aide « Hesbaye, terre d'accueil », et le couple héberge à son domicile des migrants,.

## Distinction
- Grand officier de l'ordre de Léopold en 2020[42].